# Taxicnemis marshalli
Taxicnemis marshalli är en tvåvingeart som beskrevs av Loïc Matile 1989. Taxicnemis marshalli ingår i släktet Taxicnemis, ordningen tvåvingar, klassen egentliga insekter, fylumet leddjur och riket djur. Inga underarter finns listade i Catalogue of Life.